# Église de Sahalahti
L’église de Sahalahti (finnois : Sahalahden kirkko) est une église en bois située dans le quartier de Sahalahti à Kangasala en Finlande,.

## Description
L'église est conçue en 1829 par Carl Ludvig Engel dans un style Empire.
Le retable peint en 1896 par Alexandra Frosterus-Såltin s'intitule Venez à Moi.
L'orgue de la fabrique d'orgues de Kangasala date de 1889. 
En 1981 on l'a transformée en orgue à 16 jeux.